# Blutknoten

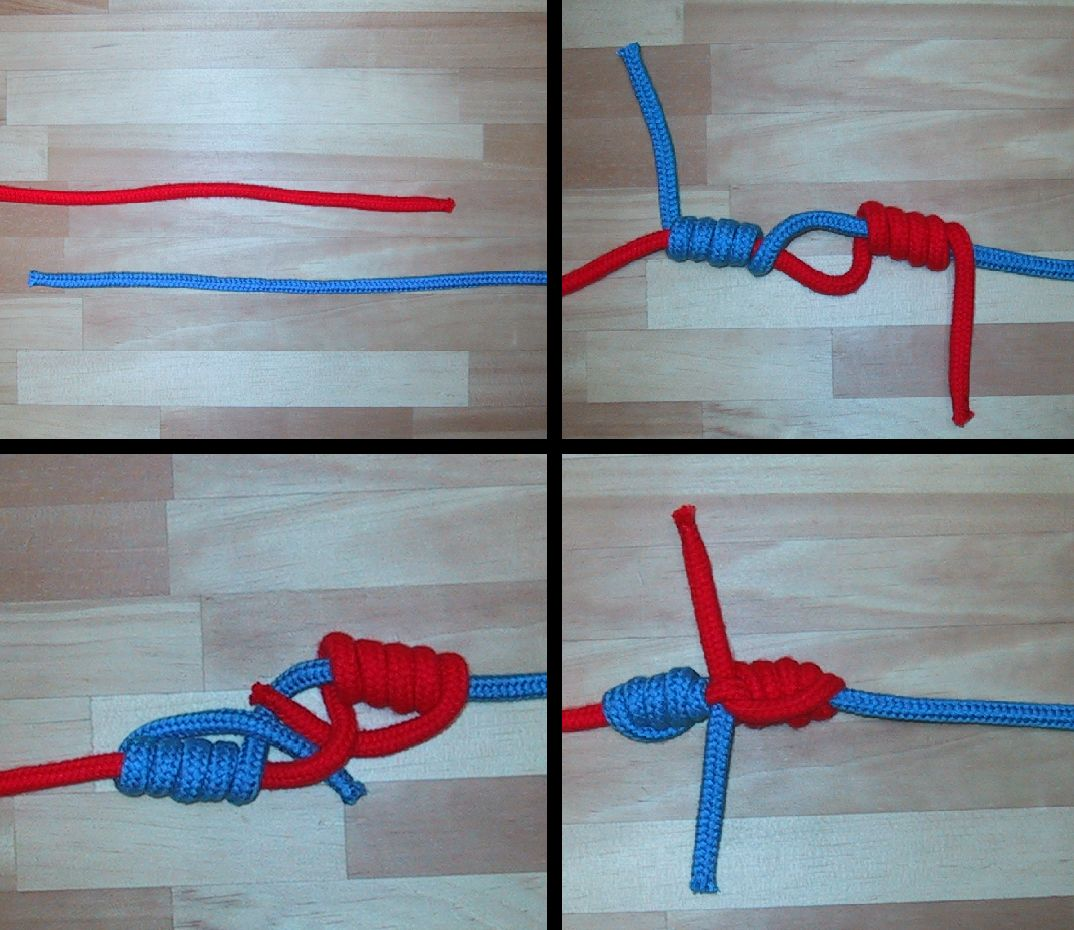
Knüpfen. Hier sind die Windungen jeweils nach außen gewickelt

Der Blutknoten ist ein beim Angeln verwendeter Verbindungsknoten. Er dient der Verbindung von zwei Schnurenden ähnlicher Stärke und wird meist für dünne Schnüre (z. B. Nylon) eingesetzt.

## Knüpfen
Mit den Enden schlägt man einige Windungen nach außen um die jeweils andere Schnur. Anschließend werden die Enden durch die in der Mitte gebildete Schlaufe gesteckt und festgezogen.
Bei glatten Schnüren sollte jede Seite mindestens fünf Windungen aufweisen.

## Blutknoten mit Auge
Mit dem Blutknoten mit Auge kann man ein dünnes Ende mit einem Auge an einer dickeren Leine befestigen.

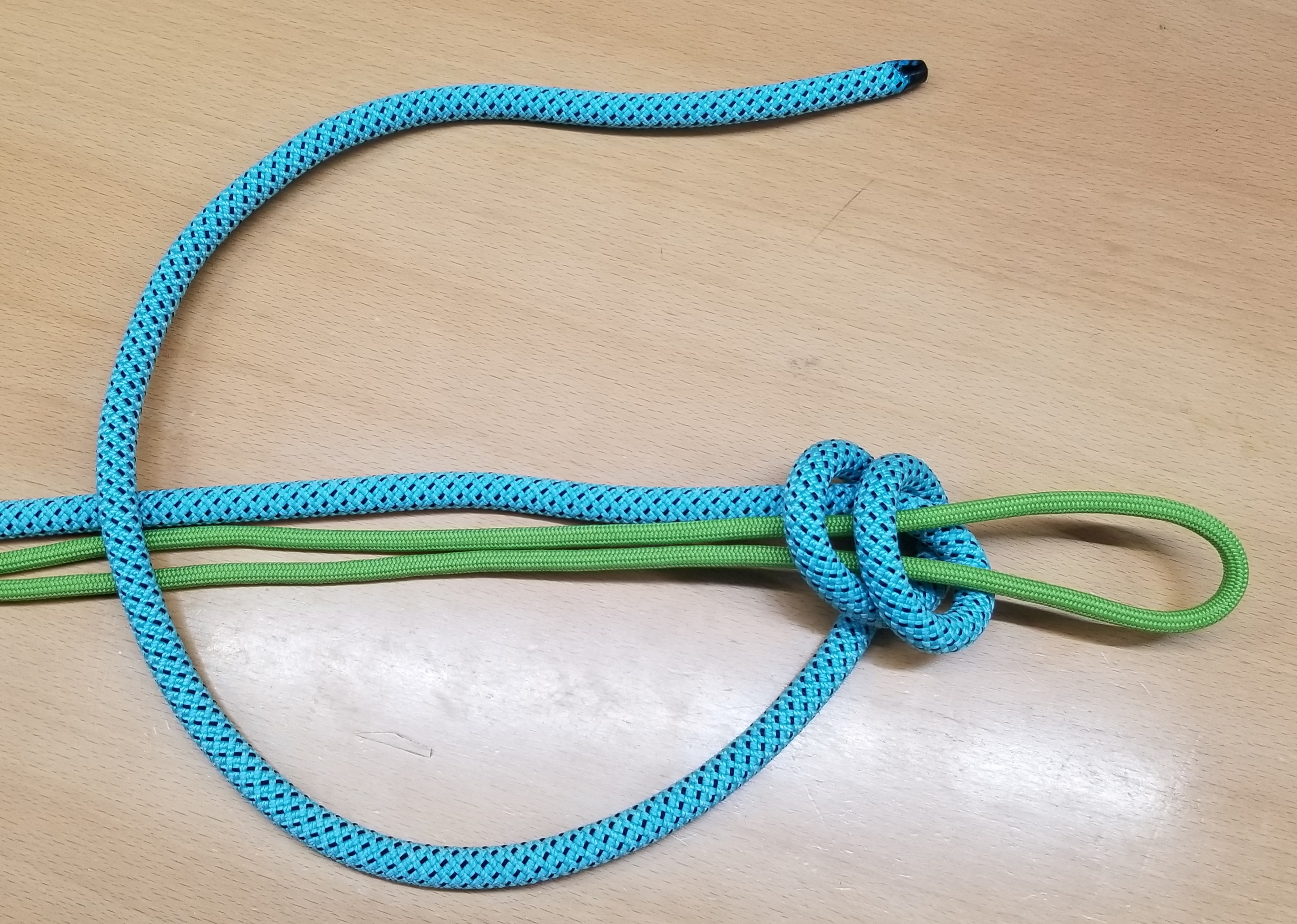
Ein Ende verdoppeln oder mitteln, um eine Buchtzu erhalten. Das lose Ende einer zweiten dickeren Leine um die stehenden Parten des Endes der Bucht legen.
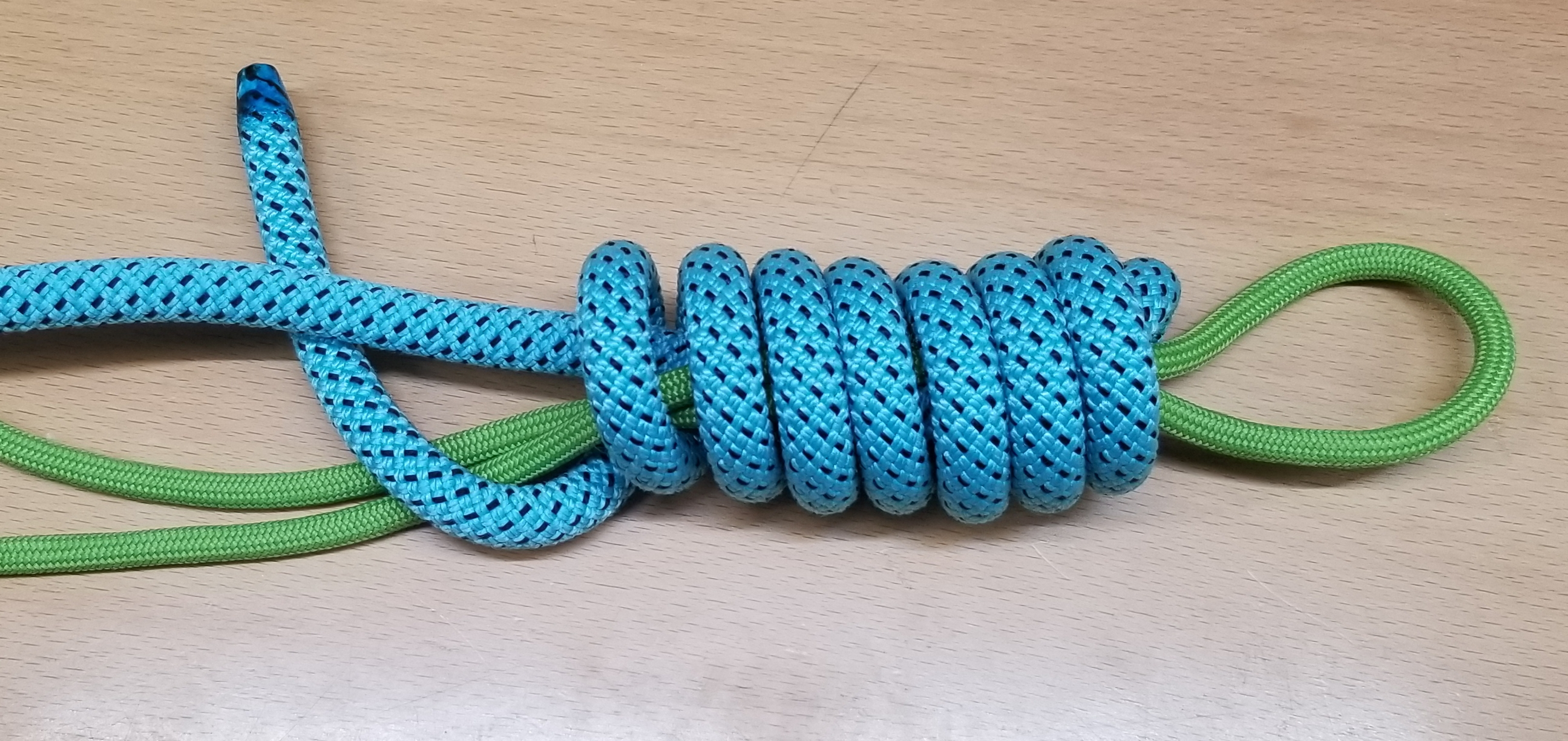
Mindestens dreimal um die stehende Parten der Bucht wickeln (hier acht Mal).
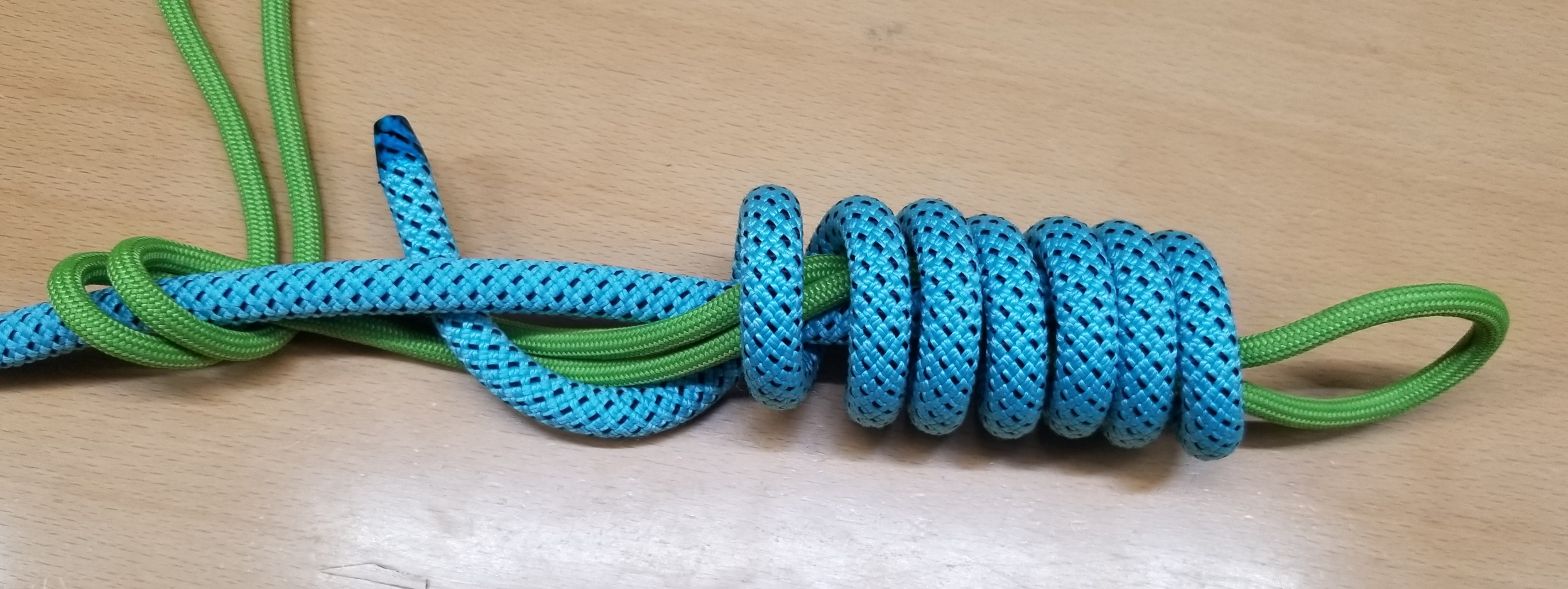
Das Ende der dicken Leine einstecken und das linke Ende der Bucht
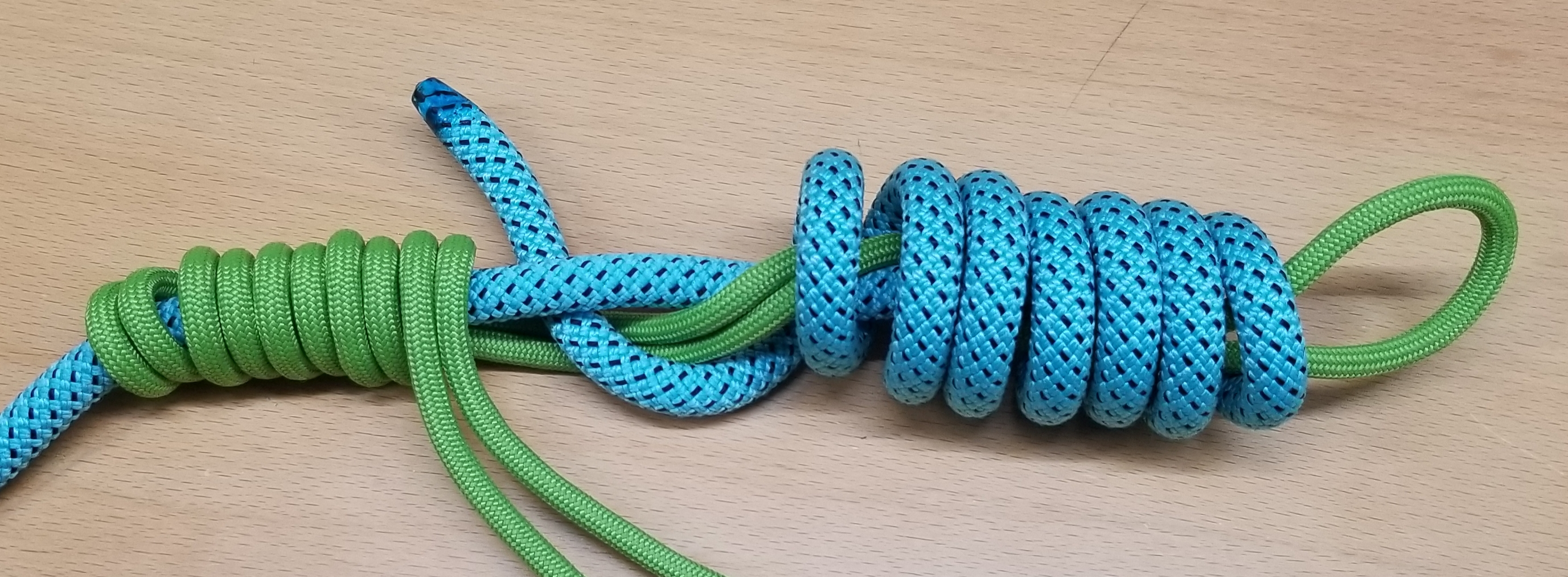
mehrmals um die stehenden Parten wickeln.
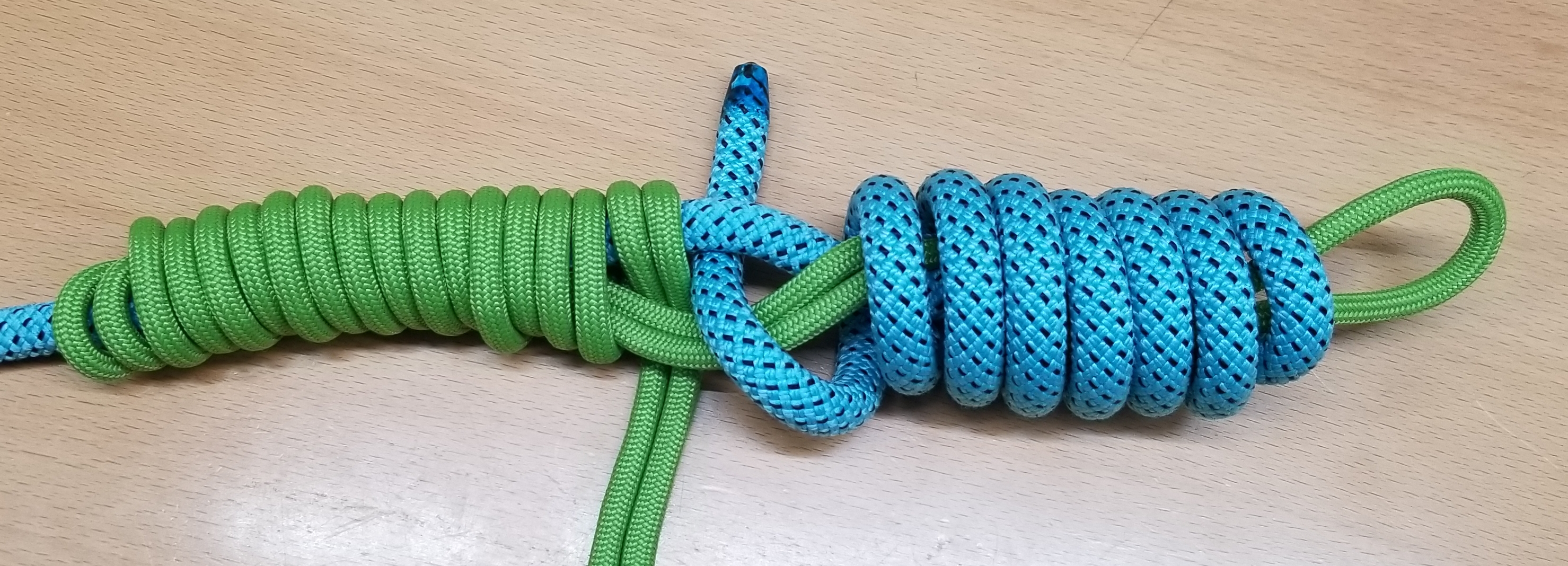
Die Parten der dünneren Leine einstecken.
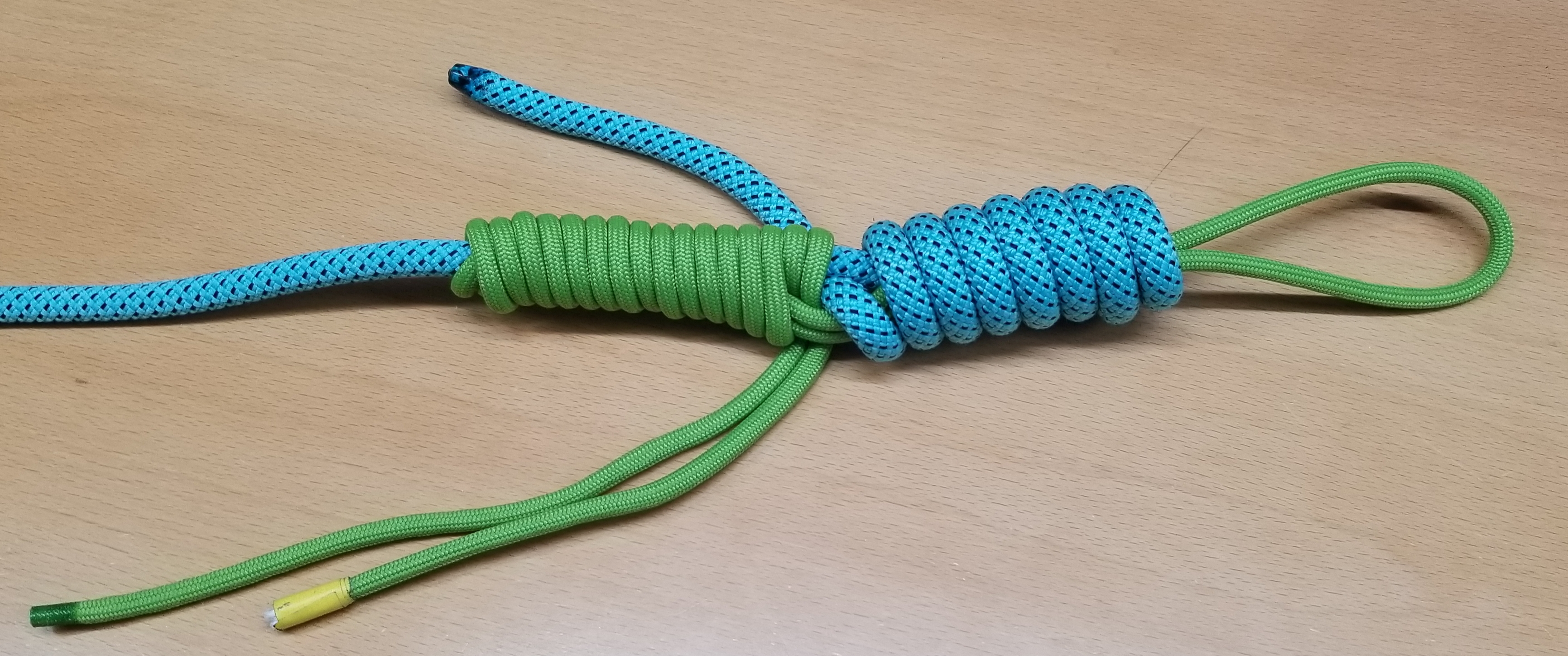
Den Knoten dichtziehen.

## Alternativen
- Als einfache, aber weniger stabile Verbindung verwenden Angler auch den doppelten Spierenstich.
- Mit dem Albrightknoten lassen sich zwei Angelschnüre unterschiedlicher Dicke verbinden.
- Wird das Ende nicht durch die Mitte gesteckt, sondern die letzte Wicklung um beide Stränge und danach jeweils (links und rechts) unter der ersten Wicklung hindurch, entsteht ein „verstellbarer Blutknoten“.[1]
- Der Clinchknoten wird zum Befestigen des Angelhakens verwendet und hat Ähnlichkeit mit einem halben Blutknoten. Das Ende wird durch das Auge vor der Öse des Angelhakens und durch die Bucht gesteckt.